# پیره‌خلیل
پیره‌خلیل روستایی است که در استان اردبیل، شهرستان گرمی، بخش موران، دهستان اجارود شرقی قرار دارد.

## جمعیت
بر اساس سرشماری سال ۱۳۸۵ جمعیت این روستا ۲۱۶ نفر با ۴۱ خانوار بوده‌است.